# Гола (язык)

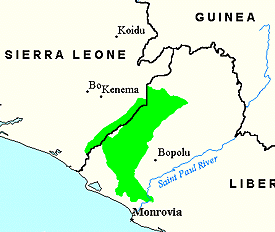

Гола — язык народа гола, атлантический язык южной группы, один из языков Либерии и Сьерра-Леоне. Большинство носителей языка проживают в Либерии в междуречии Сент-Пол и Мано. Различают диалекты гобла, денг, конгба, сене, тене и др. Типологически относится к тональным языкам.

## Морфология
В существительных выделяют 6 именных классов. Существительное может употребляться и самостоятельно, и с классными аффиксами, причём суффикс может помещаться в конце атрибутивной группы, включающей прилагательное. Среди классов есть особый локативный класс: e-wie-lε «река» (как предмет), ko-wie-o «река» (как место).